# Tetrabutylammoniumnitrat
Tetrabutylammoniumnitrat ist eine chemische Verbindung aus der Gruppe der quartären Ammoniumverbindungen und Nitrate.

## Herstellung
Tetrabutylammoniumnitrat kann durch eine Neutralisationsreaktion von Tetrabutylammoniumhydroxid mit Salpetersäure hergestellt werden.

## Eigenschaften und Reaktionen
Tetrabutylammoniumnitrat mit Trifluoressigsäureanhydrid eignet sich als Reagenz für die Nitrierung von Glycalen. Die so gewonnenen Produkte sind vielseitige Intermediate in der Kohlenhydratchemie. So eignen sie sich beispielsweise als Edukte für Michael-Additionen und Diels-Alder-Reaktionen oder zur Herstellung von Aminozuckern durch Reduktion der Nitrogruppe. Tetrabutylammoniumnitrat eignet sich auch als Zusatz für Heck-Reaktionen, da es kolloidales Palladium stabilisiert und so die Notwendigkeit des Einsatzes von Phosphin-Liganden entfällt.
Tetrabutylammoniumnitrat wirkt als Promoter der Bildung von Gashydraten von Kohlenstoffdioxid, was möglicherweise hilfreich für die Anwendung in Kühlsystemen ist sowie in Systemen für Carbon Capture and Storage.